# If I Could Turn Back Time
«If I Could Turn Back Time» —literalmente en español: «Si pudiera ir atrás en el tiempo»— es el segundo sencillo de la cantante Cher para su álbum Heart of Stone (1989), el sencillo fue publicado el 1 de junio de 1989 a través de Geffen Records. Fue compuesta por Diane Warren y estrenada como el primer sencillo de su décimo noveno álbum de estudio Heart of Stone para Norteamérica. 
Con gran acogida en el mundo, la canción es una de las más destacadas de toda su discografía y fue considerada como «un notable regreso» para la artista al final de los ochenta. Alcanzó la cima de las listas de éxito en diversos países como Australia y Noruega, el número tres en los Estados Unidos y la sexta posición en el Reino Unido. Además, recibió certificaciones de oro y platino por sus ventas y le dio a Cher su segundo número uno en la lista Billboard Adult Contemporary. A 2011, la canción ha vendido 394 mil copias digitales y más medio millón de copias físicas.

## Antecedentes
«If I Could Turn Back Time» fue escrita por Diane Warren, quien también sirvió como productora junto con Guy Roche. A pesar de que no fue compuesta específicamente para Cher, la artista no le agradó la canción tras escuchar el demo y se negó a grabarla. En una entrevista con Warren de 1991, declaró: 

Me puse de rodillas y le rogué. Le dije [a Cher] que no me iría hasta que dijera que si. Y luego, solo para librarse de mí, dijo que si.

En 2014, Warren también agregó: 

¡[Cher] realmente odiaba [la canción]! Pero le agarré una pierna durante una sesión y le dije: Tienes que grabarla.

Tras ello y según Warren, Cher respondió: 

«¡Jódete perra! Me estas hiriendo la pierna. Ok. Lo intentaré...» Y luego viró hacia mi como si dijera: «Tenias razón».

## Video musical

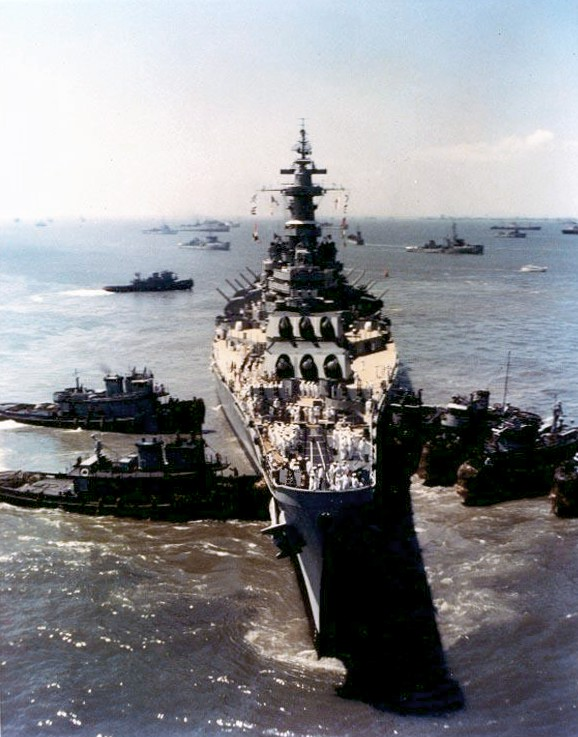
El buque de guerra USS Missouri (BB-63), escenario del polémico video de «If I Could Turn Back Time».

El video musical de «If I Could Turn Back Time» es ampliamente declarado como el más icónico en la videografía de la artista. Fue dirigido por Marty Callner y fue grabado en el puerto militar Long Beach en el buque USS Missouri el 1 de julio de 1989 en Los Ángeles, California. En un vistazo general, el video muestra a Cher y su banda tocando sobre un escenario en la proa del buque frente a una multitud de marineros. Su hijo, Elijah Blue Allman, quien tenía 12 años de edad, aparece como miembro de la banda tocando la guitarra y vistiendo gafas de sol y una camiseta de Jimi Hendrix.
Cher lució un body negro semi-transparente debajo de una chaqueta negra de cuero que generó polémica debido a la semidesnudez y al tinte sexual que mostraba la artista. Diversas cadenas de televisión se negaron a transmitir el video. MTV se negó a pasarlo en su programación en un principio, aunque después lo transmitió en el horario nocturno. Una versión alternativa fue estrenada al poco tiempo e incluyó menos contenido explícito y nuevas escenas filmadas sobre el puerto. La Marina de los Estados Unidos no esperaba un vídeo de tinte sexual ni mucho menos el revelador traje de la artista al momento de prestar el buque para la filmación. El coordinador del USS Missouri, Steve Honda, trató de persuadir al director de grabar al percatarse del controvertido vestuario de Cher, a lo cual él se negó. Tras ello, la Marina fue blanco de críticas y desde entonces se ha negado toda filmación que involucre alguno de sus barcos. Se cree que a causa del contenido explícito del vídeo, el sencillo no consiguió el número 1 en el Billboard Hot 100.
En 2003, un «video remix» fue lanzado oficialmente en el DVD de la gira The Farewell Tour.

## Listas y formatos de lanzamiento
En el año 2000 fue lanzado un vinilo promocional en el Reino Unido que incluía nuevas mezclas de la canción, así como una versión grabada durante su gira Do You Believe? Tour. La mezcla «If I Could Turn Back Time (Almighty Remix)» fue utilizada como apertura para su gira The Farewell Tour, con elementos de otras canciones como «Dark Lady» y «A Different Kind of Love Song».
If I Could Turn Back Time (Versión promocional en EE. UU.)
1. «If I Could Turn Back Time» (Remix)
2. «If I Could Turn Back Time» (Mezcla original)
3. «If I Could Turn Back Time» (Mezcla en versión rock)
4. «If I Could Turn Back Time» (Mezcla de AC)

If I Could Turn Back Time (Versión en Europa)
1. «If I Could Turn Back Time» (Versión en guitarra eléctrica)
2. «If I Could Turn Back Time»
3. «I Found Someone»

If I Could Turn Back Time (Versión de remesclas)
1. «Believe» (Mezcla oficial)
2. «If I Could Turn Back Time» (Mezcla oficial)
3. «If I Could Turn Back» Time (Mezcla vocal de TNT)
4. «If I Could Turn Back Time» (Mezcla de TNT Dub)
5. «One by One» (Mezcla vocal de Junior Vasquez)

## Posicionamiento en listas

### Semanales
| 1989—1990         |                             |    |
| Alemania          | Media Control Charts        | 16 |
| Australia         | ARIA                        | 1  |
| Austria           | Ö3 Austria Top 40           | 14 |
| Bélgica (Flandes) | Ultratop 50                 | 6  |
| Canadá            | Canadian Top Singles        | 2  |
| Canadá            | Canadian Adult Contemporary | 1  |
| Canadá            | The Record                  | 7  |
| España            | PROMUSICAE                  | 39 |
| Estados Unidos    | Billboard Hot 100           | 3  |
| Irlanda           | Irish Singles Chart         | 6  |
| Italia            | FIMI                        | 15 |
| Países Bajos      | Dutch Top 40                | 6  |
| Países Bajos      | Single Top 100              | 4  |
| Nueva Zelanda     | Recorded Music NZ           | 3  |
| Suecia            | Sverigetopplistan           | 11 |
| Reino Unido       | UK Singles Chart            | 6  |
| Unión Europea     | European Hot 100 Singles    | 16 |
| 2016              |                             |    |
| Polonia           | Polish Airplay Top 100      | 90 |

### Anuales
| 1989              |                              |    |
| Australia         | ARIA                         | 5  |
| Bélgica (Flandes) | Ultratop 50                  | 53 |
| Canadá            | Top Singles Chart            | 19 |
| Estados Unidos    | Billboard Hot 100            | 35 |
| Estados Unidos    | Billboard Adult Contemporary | 21 |
| Italia            | FIMI                         | 71 |
| Países Bajos      | Dutch Top 40                 | 62 |
| Países Bajos      | Single Top 100               | 37 |
| Reino Unido       | UK Singles Chart             | 43 |

### Certificaciones
| País           | Organismo certificador | Certificación | Simbolización | Ventas certificadas |
| -------------- | ---------------------- | ------------- | ------------- | ------------------- |
| Australia      | ARIA                   | 2x Platino    | 2▲            | 140 000             |
| Estados Unidos | RIAA                   | Oro           | ●             | 500 000             |